# Un jour tu partiras
Pour plus de détails, voir Fiche technique et Distribution.
Un jour tu partiras (Un giorno devi andare), est un film dramatique franco-italien réalisé par Giorgio Diritti et sorti en 2013.
Le film a été présenté en avant-première au Festival du film de Sundance 2013,. Jasmine Trinca a remporté le Ruban d'argent de la meilleure actrice pour sa prestation.

## Synopsis
Augusta est une jeune femme en voyage. Ayant quitté l'Italie pour le Brésil, elle se laisse porter par le courant du fleuve Amazone, débarquant sur les rives et dans la vie des Amérindiens que sœur Franca, une amie de sa mère, veut évangéliser par la prière et les poupées luminescentes. Sourde à l'appel d'un dieu et réfractaire à la conduite missionnaire, Augusta choisit laïquement d'« être terrienne », en faisant cavalier seul et en louant une chambre à Manaus, capitale de l'Amazonas sur les rives du Rio Negro. Décidée à donner un sens à sa navigation, elle s'installe dans la favela, où la pauvreté ambiante côtoie la richesse qui achète hommes, femmes et enfants. Recueillie par Arizete, mère et grand-mère au sein d'une famille nombreuse, Augusta trouve dans les relations humaines une consolation à sa douleur et à son chagrin : un enfant perdu, un mari disparu, une vie défunte. Mais le chagrin d'une nouvelle amie la persuade de reprendre son voyage et le fleuve. Débarquée sur une île, elle s'exclut du monde et des hommes, s'enfonçant dans les silences intérieurs et les bruits ancestraux de la nature.

## Fiche technique
- Titre français : Un jour, tu partiras[4]
- Titre original italien : Un giorno devi andare[5]
- Réalisateur : Giorgio Diritti
- Scénario : Fredo Valla (it), Giorgio Diritti, Tania Pedroni
- Photographie : Roberto Cimatti (it)
- Montage : Esmeralda Calabria
- Musique : Marco Biscarini, Daniele Furlati
- Effets spéciaux : Mauricio Couto Bevilaqua
- Décors : Paola Comencini, Jean Louise Leblanc
- Costumes : Lia Francesca Morandini (it), Hellen Crysthine Bentes Gomes
- Production : Herman Cohen
- Sociétés de production : Aranciafilm, Lumière & Co., Groupe Deux, Wild Bunch, Rai Cinema
- Pays de production :  Italie -  France[6]
- Langues originales : italien, portugais
- Format : Couleur - 2,35:1
- Durée : 110 minutes
- Genre : drame du voyage
- Dates de sortie :
  - États-Unis : 21 janvier 2013 (Festival du film de Sundance)
  - Italie : 28 mars 2013

## Distribution
- Jasmine Trinca : Augusta
- Anne Alvaro : Anna
- Pia Engleberth : Suor Franca
- Chiara Coller : Suora
- Sonia Gessner : Antonia
- Amanda Fonseca Galvao : Janaina
- Paulo De Souza : Joao
- Eder Frota Dos Santos : Nilson
- Manuela Mendonça Marinho : Janete
- Federica Fracassi :